# Sylowovy věty
Sylowovy věty je souhrnný název pro několik matematických vět z oblasti teorie grup. Jsou částečným obrácením Lagrangeovy věty – zaručují pro prvočíselné dělitele {\displaystyle p} řádu grupy {\displaystyle G} existenci podgrup složených z prvků řádu {\displaystyle p} a dávají dodatečnou informaci o jejich počtu a vlastnostech. Pojmenovány byly po norském matematikovi Ludwigu Sylowovi.

## Sylowova p-podgrupa
Sylowovou {\displaystyle p}-podgrupou grupy {\displaystyle G}, kde {\displaystyle p} je prvočíslo, nazýváme každou její podgrupu, která je maximální p-grupou (tj. takovou {\displaystyle H} ≤ {\displaystyle G}, že každý prvek {\displaystyle H} má řád mocniny {\displaystyle p} a {\displaystyle H} je maximální s touto vlastností). Množina všech Sylowových {\displaystyle p}-podgrup grupy {\displaystyle G} se značí {\displaystyle Syl_{p}(G)}.

## Znění vět
Znění i počet Sylowových vět se u různých autorů liší. Jako celek však Sylowovy věty dávají vždy tutéž informaci.

### První Sylowova věta
Nechť {\displaystyle G} je konečná grupa a {\displaystyle p} prvočíslo dělící její řád. Pak všechny Sylowovy {\displaystyle p}-podgrupy {\displaystyle G} jsou konjugovány (pro {\displaystyle P,Q} ∈ {\displaystyle Syl_{p}(G)} existuje {\displaystyle g} ∈ {\displaystyle G}, že {\displaystyle P=gQg^{-1}}) a jejich počet je {\displaystyle kp+1} pro nějaké {\displaystyle 0} ≤ {\displaystyle k} (tj. {\displaystyle |Syl_{p}(G)|} ≡ {\displaystyle 1} {\displaystyle (mod} {\displaystyle p)}).

#### Důsledky
- Všechny Sylowovy {\displaystyle p}-podgrupy {\displaystyle G} jsou izomorfní.
- Konečná grupa {\displaystyle G} obsahuje prvek řádu {\displaystyle p} pro každé prvočíslo {\displaystyle p}, které dělí řád {\displaystyle G}.
- Konečná grupa je p-grupou, právě když je řádu mocniny {\displaystyle p}.

### Druhá Sylowova věta
Nechť {\displaystyle G} je konečná grupa řádu {\displaystyle n=p^{a}s},kde {\displaystyle p} je prvočíslo, které nedělí {\displaystyle s} a {\displaystyle a>0}. Pak všechny Sylowovy {\displaystyle p}-podgrupy {\displaystyle G} mají řád {\displaystyle p^{a}}.

### Třetí Sylowova věta
Nechť G je konečná grupa a p prvočíslo takové, že {\displaystyle p^{k+1}} dělí řád {\displaystyle G}. Nechť dále {\displaystyle H} je podgrupa {\displaystyle G} ({\displaystyle H} ≤ {\displaystyle G}) řádu {\displaystyle p^{k}}. Pak existuje grupa {\displaystyle K} řádu {\displaystyle p^{k+1}} splňující {\displaystyle H\triangleleft K\leq G} (tj. {\displaystyle H} je normální v {\displaystyle K}).